# 新北市新巴士

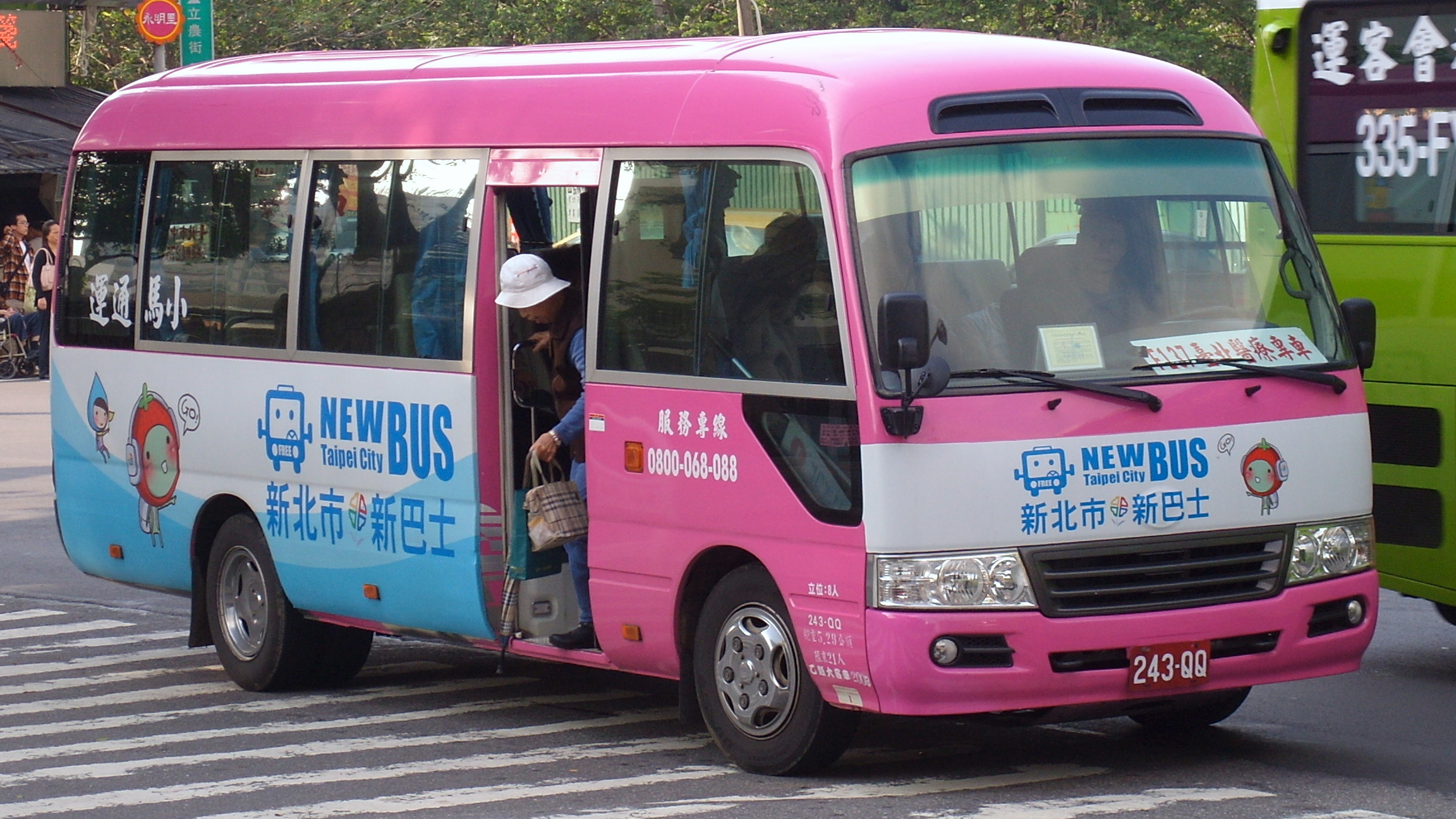
小馬通運的新北市新巴士F137路線用車，車身廣告以新北市新巴士官方標準主視覺進行識別

新北市新巴士是新北市轄下的免費公車路線系統，多由新北市各行政區公所為主管機關，新北市政府交通局負責動態管理。

## 歷史

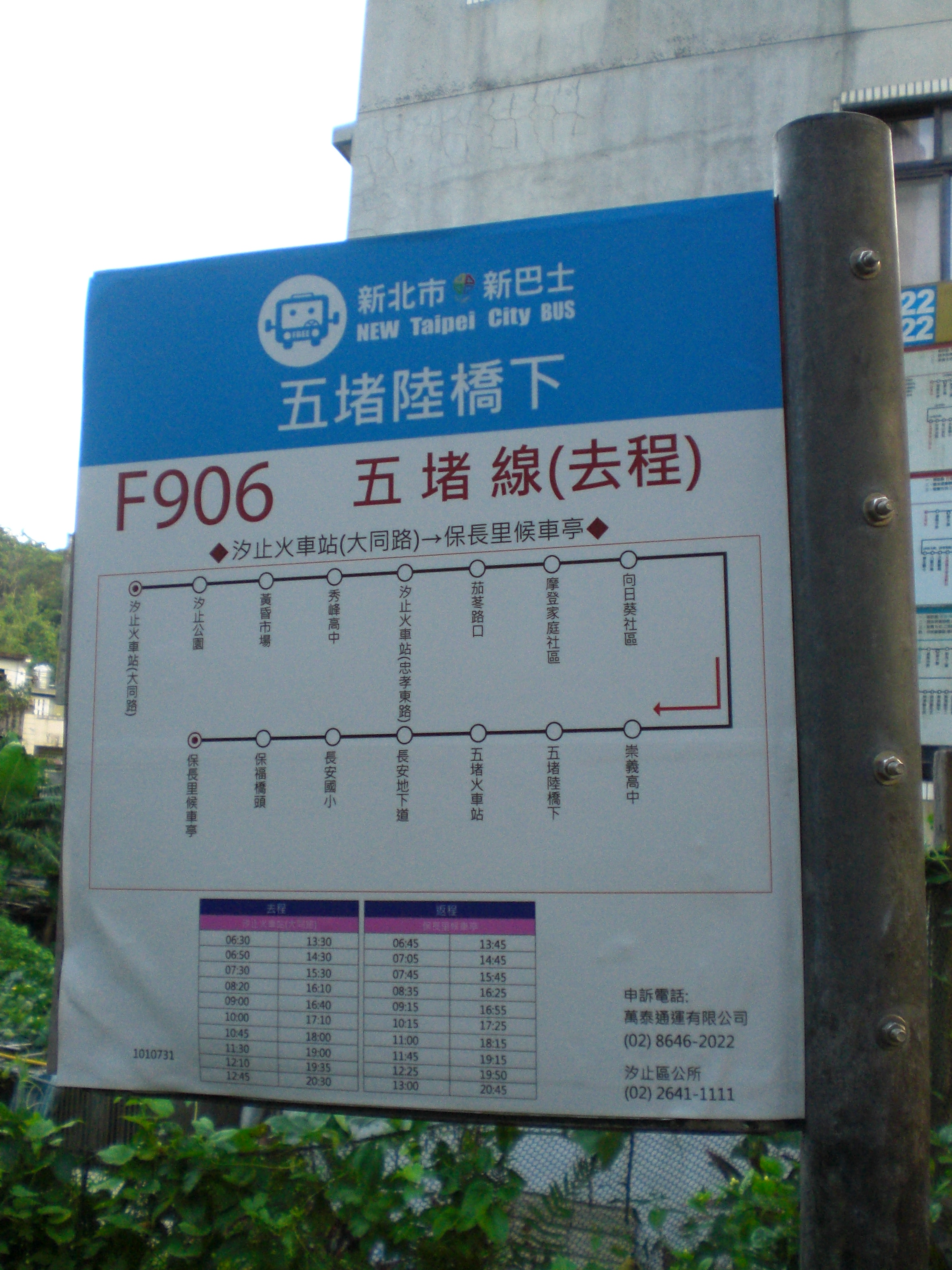
新北市新巴士制式站牌一

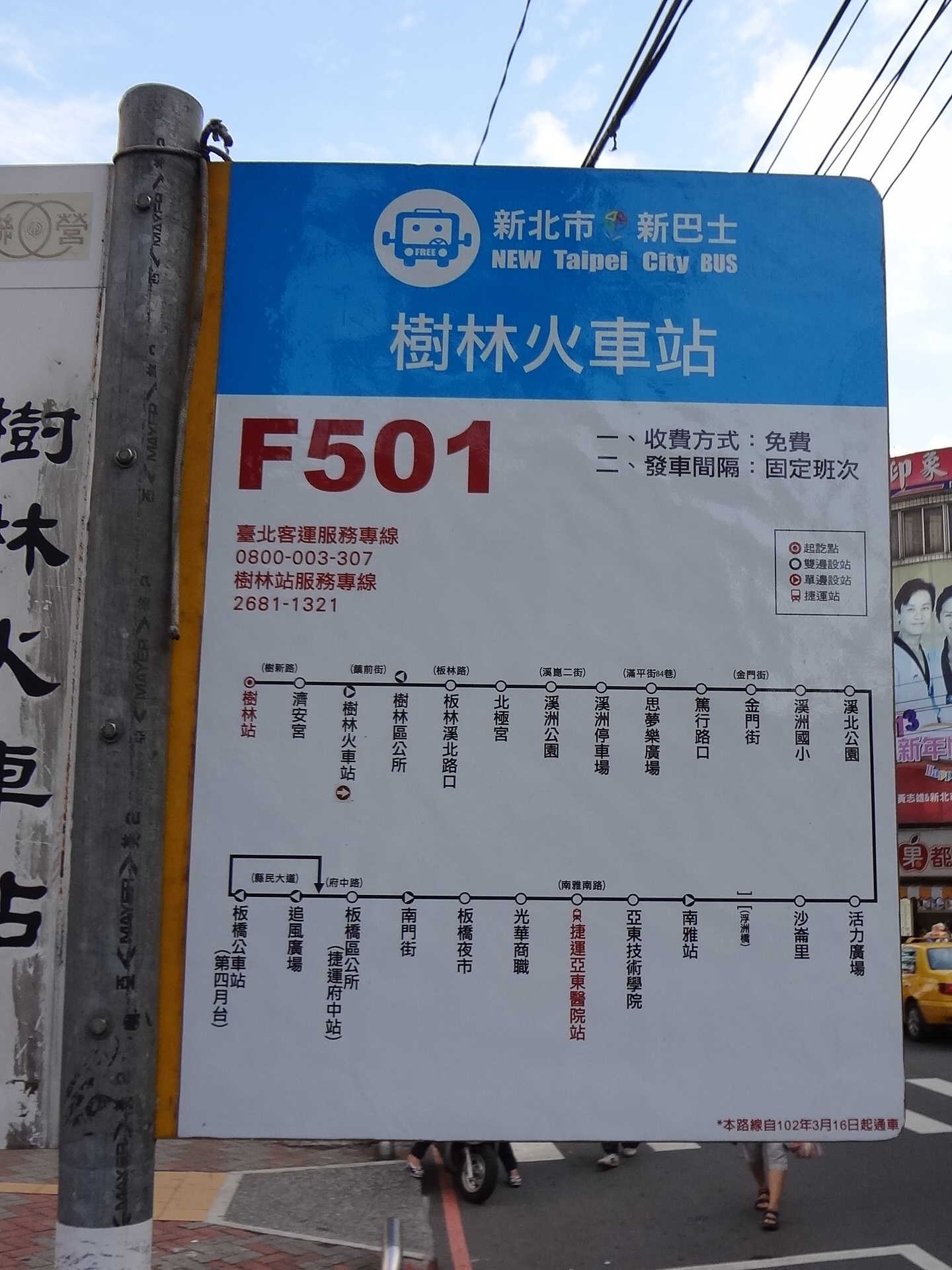
新北市新巴士制式站牌二

因新北市範圍廣大，在升格為直轄市之前的臺北縣各鄉、鎮、縣轄市皆有地方自治權。而當時有部分區域沒有一般公車或公路客運行駛，或因班次不足造成對外交通不便，客運業者衡量營運成本之狀況下無法提升服務水準。部分鄉、鎮、市公所決定以自辦或招標方式施行免費接駁車及社區巴士，加強服務偏遠地區或聯外交通不足的區域，投標單位多為參與台北聯營公車之客運業者及遊覽車業者。
1999年（民國88年）3月，淡水鎮（今淡水區）率先開辦社區巴士，隨後臺北縣轄各鄉、鎮、市也陸續比照辦理。
2010年（民國99年）12月25日起，新北市政府為擴大升格後免費社區巴士服務對象及路線，決定整合各區路線統一定名為「新北市新巴士」。新北市政府交通局規劃數項營運策略，包括將路線範圍由單區延至跨區、服務區域擴及29區、規劃洽公路線、台北捷運環狀線先導公車於特定區間或時段免費搭乘、規劃企業識別標幟及納入市區公車管理機制等。全市169條路線，各路線以「F」開頭，「F」指的是「Free」（免費）；而後3個數字當中的第1個數字以新北市除原住民選舉區之外的選舉區作區隔，後兩碼則是公車路線序號，並刻意避開數字「4」（與「死」字音近）。同時為因應延伸跨區服務，淡水區原本防止外地觀光客搭乘、僅開放區民搭乘的免費公車，後來也開放給非區民搭乘。
2013年起，除新店區、烏來區及石碇區少部分因行經自然保護區或使用翡翠水庫水源回饋金營運而僅限當地里民搭乘的路線外，所有路線皆比照新北市公車，納入公車動態資訊系統管理，並於車內加裝報站器。

## 目前辦理情形
現有之新北市新巴士路線，除了F921、F923、F512等六線由基隆客運自行申請開闢並直接由新北市政府交通局管理外，其餘路線皆由各行政區之區公所籌辦與主管，新北市政府交通局僅管理動態系統，並分為公所自營與委外招標經營兩種型式；其中委外招標部分，各區公所多以「免費接駁巴士委外服務案」名義開標，通常為一年一約。

## 視覺形象
新北市新巴士主視覺由台灣插畫家「毛毛蟲」以年輕形象為主題所設計。

## 路線編號方式

### 早期
早期各鄉、鎮、市的免費接駁車或社區巴士，多採用獨立的數字編號、英文編號、中文路線名或起訖點作為名稱。

### 現況

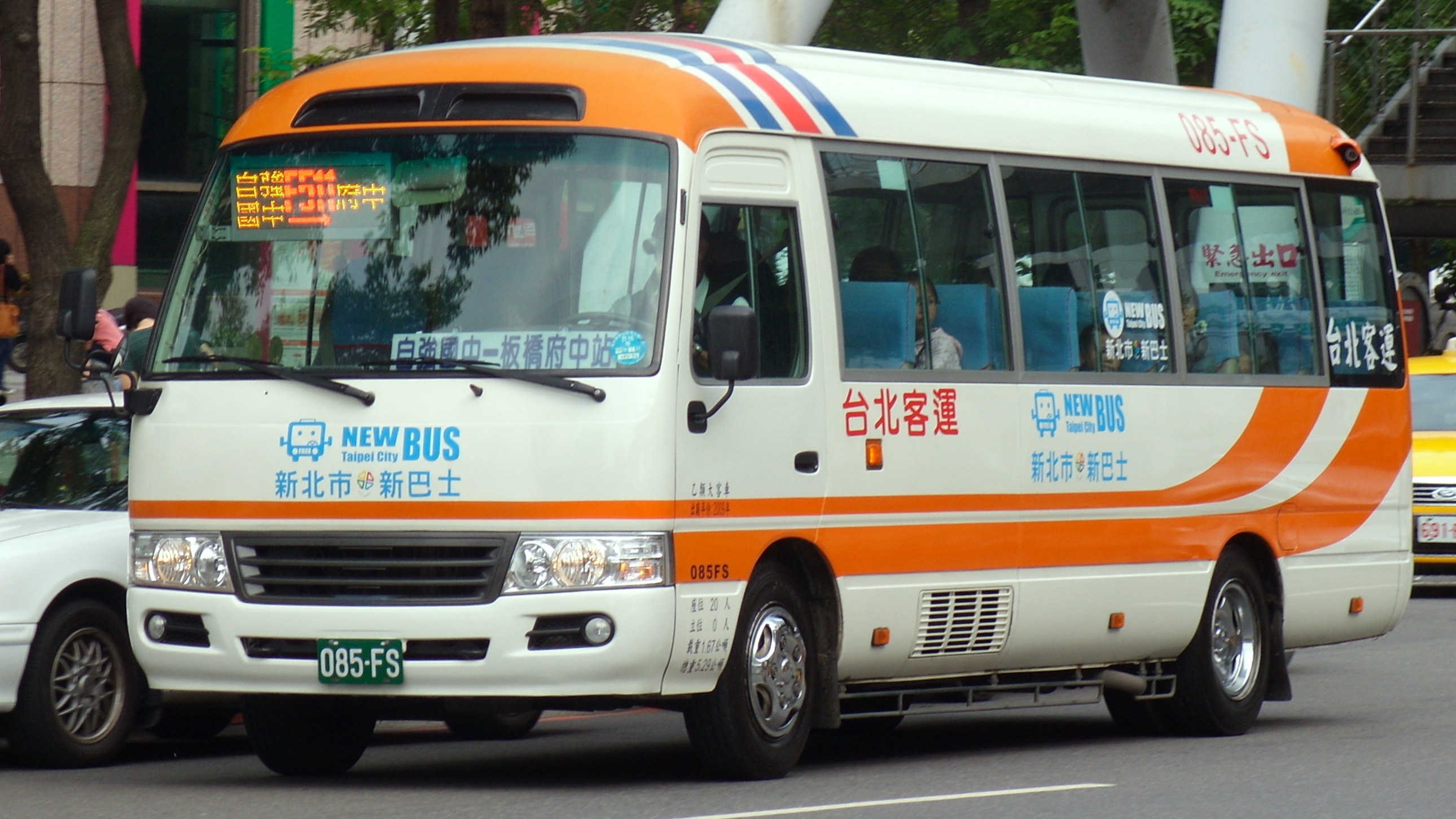
台北客運的新北市新巴士F511路線

在新北市新巴士制度實施之後，採用F為開頭、後面附加三位數字作為代表編號，並依照議員選區作為區分：
- F1開頭：淡水區、八里區、三芝區、石門區。
- F2開頭：新莊區、泰山區、五股區、林口區。
- F3開頭：三重區、蘆洲區。
- F5開頭：中和區、永和區、板橋區；其中板橋區為第4選區，因編號諧音問題皆刻意跳過4，永和區為第6選區，因開頭編號容量問題且生活圈與中和區密切，故皆併入F5開頭，之後的選區區域編號開頭皆往前遞補。
- F6開頭：土城區、樹林區、三峽區、鶯歌區；以上皆為第7選區，之後的選區區域編號開頭皆往前遞補。
- F7開頭：新店區、深坑區、石碇區、坪林區、烏來區。
- F8開頭：瑞芳區、雙溪區、平溪區、貢寮區。
- F9開頭：汐止區、萬里區、金山區。

- 路線列表
- 而目前F501已經改成「596」市區公車、F502已經改成「585」市區公車、F511已經改成「577」市區公車、F906已經改為「586」路線公車、F908路線已經改為「587」路線公車、F912已併入「589」路線公車、'F916已併入「677」路線公車、F917已併入「590」路線公車、F918已併入「591」路線公車。

## 營運及標示問題

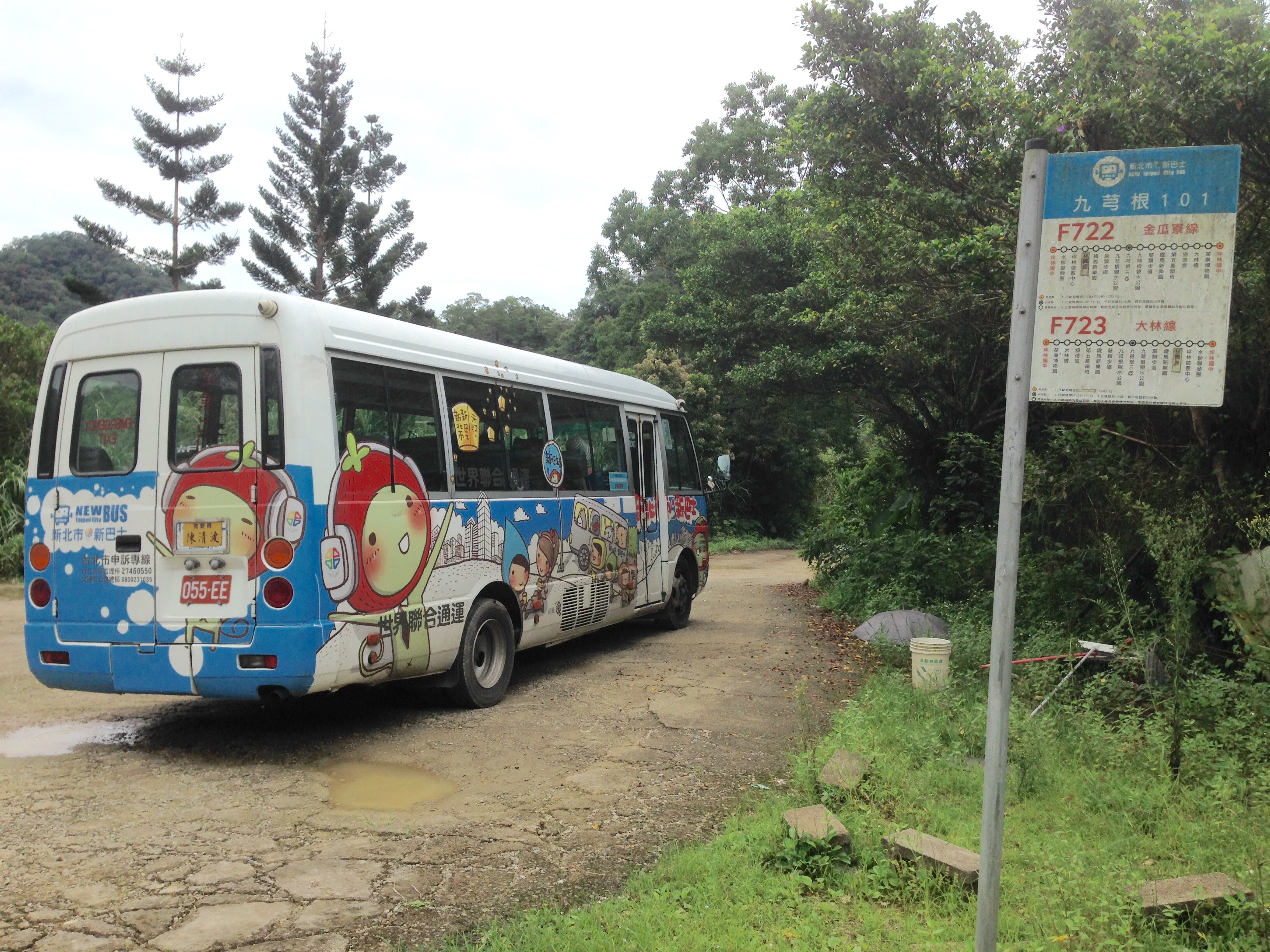
新北市新巴士與F722、F723路公車站牌

### 站名不統一
雖然新北市新巴士並非完全屬於雙北市一般公車體系，但部分乘客仍會藉由新巴士路線與一般公車路線互相轉乘，在部分雙北市轄行政區經常可看見新巴士路線的停靠站名與新北市市區公車、臺北市市區公車或公路客運不同的狀況。此狀況是從台北縣時期即已經發生，這部分目前仍尚未統一。

### 新編號尚未完全使用
在新北市新巴士制度實施後，除了新店區、烏來區及石碇區少部分因行經保護區僅限當地居民搭乘的路線之外，所有路線皆有賦予F開頭的編號並標示於車身，但截至目前永和區、中和區（不含F511）及新店區（不含F701、F702）仍是以舊有的路線編號或名稱作為標示，僅在站牌上標示新版的編號。

### 路線圖表示過於複雜
雖然整合各行政區之免費路線資訊，但在新巴士官方網站及e-bus網站上的路線圖標示異於新北市市區公車及臺北市市區公車，表示過於複雜，部分路線即使是雙向行駛，只要有一個站名是單邊設站，或是路線起訖點其中一端為單邊循環動線者，官方會刻意將雙邊停靠的站點拆為兩個單邊停靠的站位，並將往返程動線各自獨立標示，此一標示方法對於民眾在辨識上極為不利。

## 外部連結
- 新北市政府交通局 （页面存档备份，存于）
- 新北市公車動態資訊系統 （页面存档备份，存于）
- 免費新北市新巴士 （页面存档备份，存于）.新北市政府.2017-10-30